# Kongo na Letnich Igrzyskach Olimpijskich 2008
Kongo na Letnich Igrzyskach Olimpijskich 2008 reprezentowało 5 zawodników w 3 dyscyplinach.
Był to dziesiąty start reprezentacji Konga na letnich igrzyskach olimpijskich.

## Wyniki reprezentantów Konga

### Lekkoatletyka
Mężczyźni
| Ghyd-Kermeliss-Holly Olonghot | 100 m | 11.01 | 65 | Odpadł z dalszej rywalizacji | Odpadł z dalszej rywalizacji | Odpadł z dalszej rywalizacji | Odpadł z dalszej rywalizacji | Odpadł z dalszej rywalizacji | Odpadł z dalszej rywalizacji | Odpadł z dalszej rywalizacji | Odpadł z dalszej rywalizacji |

Kobiety
RK - rekord kraju
| Zawodniczka                    | Konkurencja | Kwalifikacje | Kwalifikacje | Finał                         | Finał                         |
| Zawodniczka                    | Konkurencja | Wynik        | Miejsce      | Wynik                         | Miejsce                       |
| ------------------------------ | ----------- | ------------ | ------------ | ----------------------------- | ----------------------------- |
| Pamela Chardene Mouele-Mboussi | skok w dal  | 6.06 RK      | 35           | Odpadła z dalszej rywalizacji | Odpadła z dalszej rywalizacji |

### Pływanie
Mężczyźni
| Zawodnik          | Konkurencja           | Wyścig eliminacyjny | Wyścig eliminacyjny | Półfinał                     | Półfinał                     | Finał                        | Finał                        |
| Zawodnik          | Konkurencja           | Czas                | Miejsce             | Czas                         | Miejsce                      | Czas                         | Miejsce                      |
| ----------------- | --------------------- | ------------------- | ------------------- | ---------------------------- | ---------------------------- | ---------------------------- | ---------------------------- |
| Emile Rony Bakale | 100 m stylem dowolnym | 55.08               | 62                  | Odpadł z dalszej rywalizacji | Odpadł z dalszej rywalizacji | Odpadł z dalszej rywalizacji | Odpadł z dalszej rywalizacji |

### Tenis stołowy
Mężczyźni
| Zawodnik    | Konkurencja | Runda eliminacyjna | Runda 1                | Runda 2                      | Runda 3                      | Runda 4                      | Ćwierćfinał                  | Półfinał                     | Finał                        |
| Zawodnik    | Konkurencja | Przeciwnik Punkty  | Przeciwnik Punkty      | Przeciwnik Punkty            | Przeciwnik Punkty            | Przeciwnik Punkty            | Przeciwnik Punkty            | Przeciwnik Punkty            | Przeciwnik Punkty            |
| ----------- | ----------- | ------------------ | ---------------------- | ---------------------------- | ---------------------------- | ---------------------------- | ---------------------------- | ---------------------------- | ---------------------------- |
| Suraju Saka | singiel     | Kou Lei W 4-1      | Lucjan Błaszczyk P 0-4 | Odpadł z dalszej rywalizacji | Odpadł z dalszej rywalizacji | Odpadł z dalszej rywalizacji | Odpadł z dalszej rywalizacji | Odpadł z dalszej rywalizacji | Odpadł z dalszej rywalizacji |

Kobiety
| Zawodniczka | Konkurencja | Runda eliminacyjna   | Runda 1                | Runda 2                       | Runda 3                       | Runda 4                       | Ćwierćfinał                   | Półfinał                      | Finał                         |
| Zawodniczka | Konkurencja | Przeciwnik Punkty    | Przeciwnik Punkty      | Przeciwnik Punkty             | Przeciwnik Punkty             | Przeciwnik Punkty             | Przeciwnik Punkty             | Przeciwnik Punkty             | Przeciwnik Punkty             |
| ----------- | ----------- | -------------------- | ---------------------- | ----------------------------- | ----------------------------- | ----------------------------- | ----------------------------- | ----------------------------- | ----------------------------- |
| Yang Fen    | singiel     | Chrystal Huang W 4-2 | Elizabeta Samara P 1-4 | Odpadła z dalszej rywalizacji | Odpadła z dalszej rywalizacji | Odpadła z dalszej rywalizacji | Odpadła z dalszej rywalizacji | Odpadła z dalszej rywalizacji | Odpadła z dalszej rywalizacji |